# Polacy na Łotwie

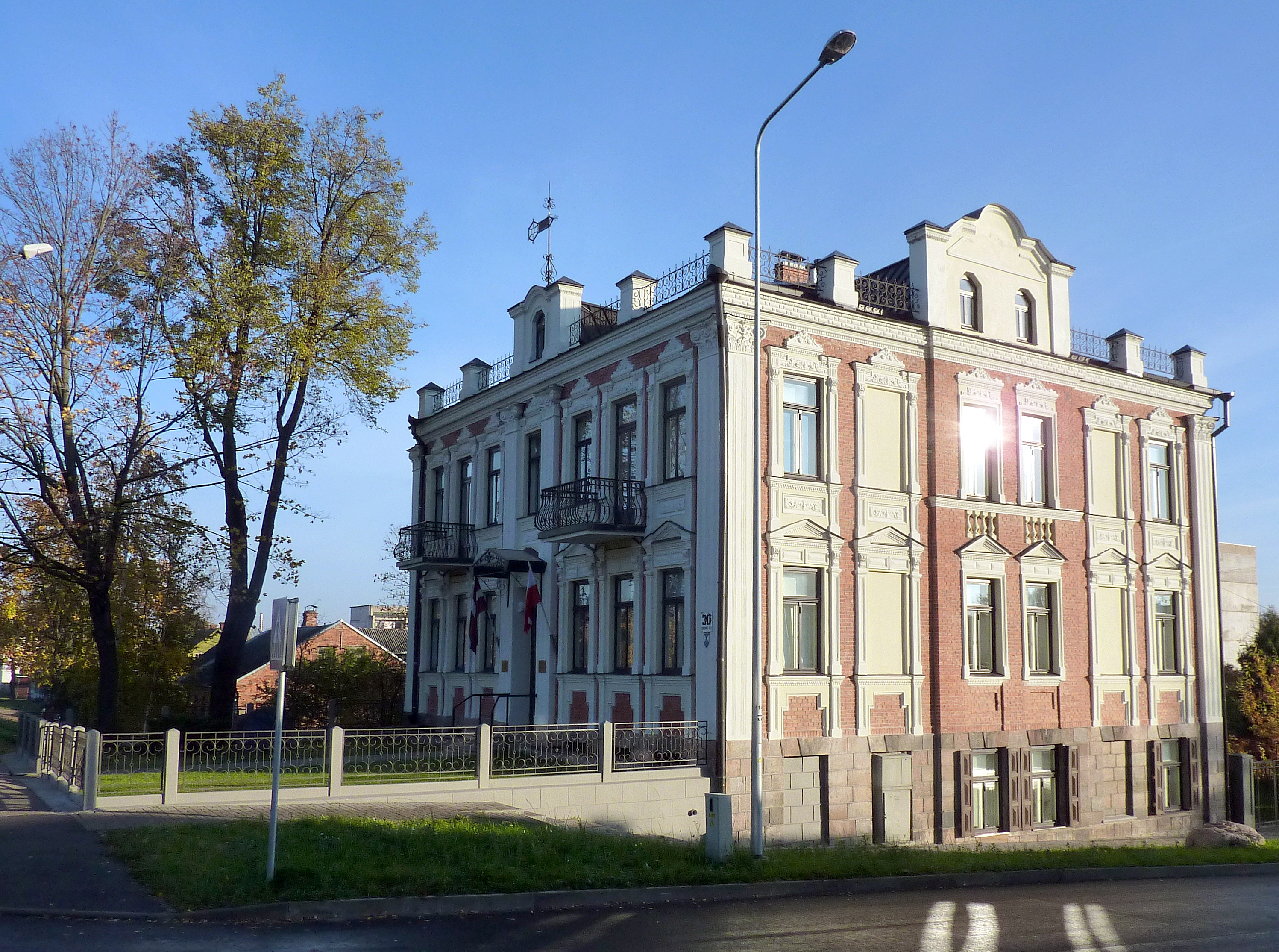
Centrum Kultury Polskiej w Dyneburgu

Polacy na Łotwie – ludność osiadła na terenie obecnej Łotwy od XVI wieku, zamieszkująca głównie wschodnią część kraju (Łatgalię, dawne województwo inflanckie), wschodnią część Kurlandii – Semigalię (szczególnie powiat iłuksztański) oraz Rygę.

## Liczebność
| Liczebność Polaków na Łotwie | Liczebność Polaków na Łotwie | Liczebność Polaków na Łotwie | Liczebność Polaków na Łotwie | Liczebność Polaków na Łotwie | Liczebność Polaków na Łotwie | Liczebność Polaków na Łotwie | Liczebność Polaków na Łotwie | Liczebność Polaków na Łotwie | Liczebność Polaków na Łotwie | Liczebność Polaków na Łotwie | Liczebność Polaków na Łotwie | Liczebność Polaków na Łotwie |
| Rok spisu                    | 1897                         | 1920                         | 1930                         | 1935                         | 1959                         | 1970                         | 1979                         | 1989                         | 1996 szac.                   | 2000                         | 2011                         | 2020 szac.                   |
| ---------------------------- | ---------------------------- | ---------------------------- | ---------------------------- | ---------------------------- | ---------------------------- | ---------------------------- | ---------------------------- | ---------------------------- | ---------------------------- | ---------------------------- | ---------------------------- | ---------------------------- |
| Populacja                    | 65 056                       | 52 244                       | 59 400                       | 48 637                       | 59 774                       | 63 045                       | 62 690                       | 60 416                       | 63 400                       | 59 505                       | 44 783                       | 37 968                       |
| Odsetek                      | 3,4%                         | 3,3%                         | 3,1%                         | 2,6%                         | 2,9%                         | 2,7%                         | 2,5%                         | 2,3%                         | 2,6%                         | 2,5%                         | 2,2%                         | 2,0%                         |

## Obywatelstwo
Według oficjalnych statystyk bieżących 1 lipca 2013 na Łotwie zarejestrowano 48 960 Polaków, z tego 37 640 posiadało obywatelstwo Łotwy (77%), 9 917 (20%) według prawa Łotwy nie miało prawa otrzymania obywatelstwa łotewskiego i są łot. „nepilsonis” („nieobywatelami”), to znaczy nie posiadają żadnego obywatelstwa. Jedynie 1 399 Polaków posiada obywatelstwo inne niż Łotwy: Litwy, Białorusi, Ukrainy, Polski, Rosji.

## Rozmieszczenie
Najwięcej ludności polskiej względnie polskiego pochodzenia mieszka w dawnych Inflantach Polskich (Łatgalii, ok. 22 tys.), a więc w okolicach Dyneburga, Krasławia i Rzeżycy (z czego w Dyneburgu ok. 18 tys., co daje 15,1% ogółu mieszkańców tego miasta) oraz stołeczną Rygę (ok. 17 tys.). W skali całego kraju Polacy stanowią według spisu łotewskiego 2,3% ludności (stan na rok 1998).

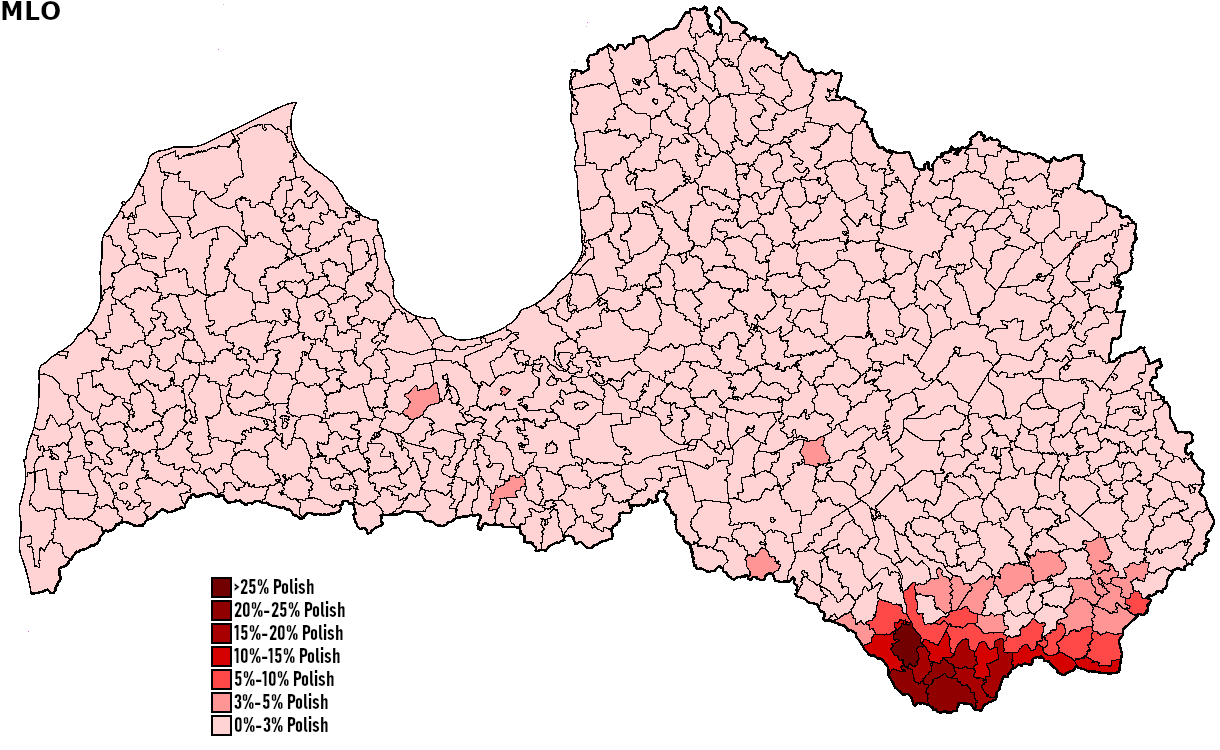
% ludności polskiej w miastach i pagastsach Łotwy w 2024
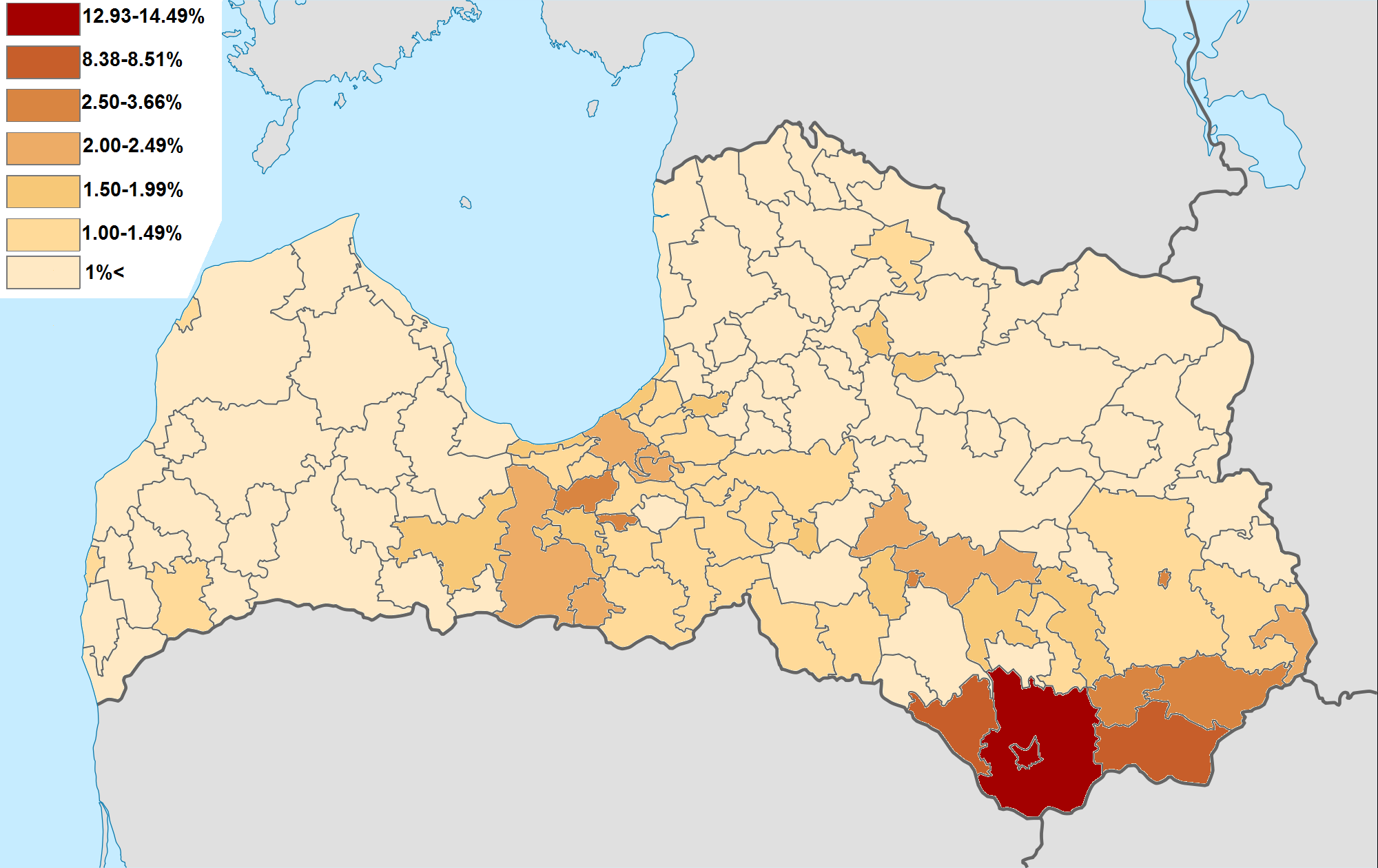
Odsetek ludności polskiej na Łotwie (stan 2010) według powiatów i miast wydzielonych
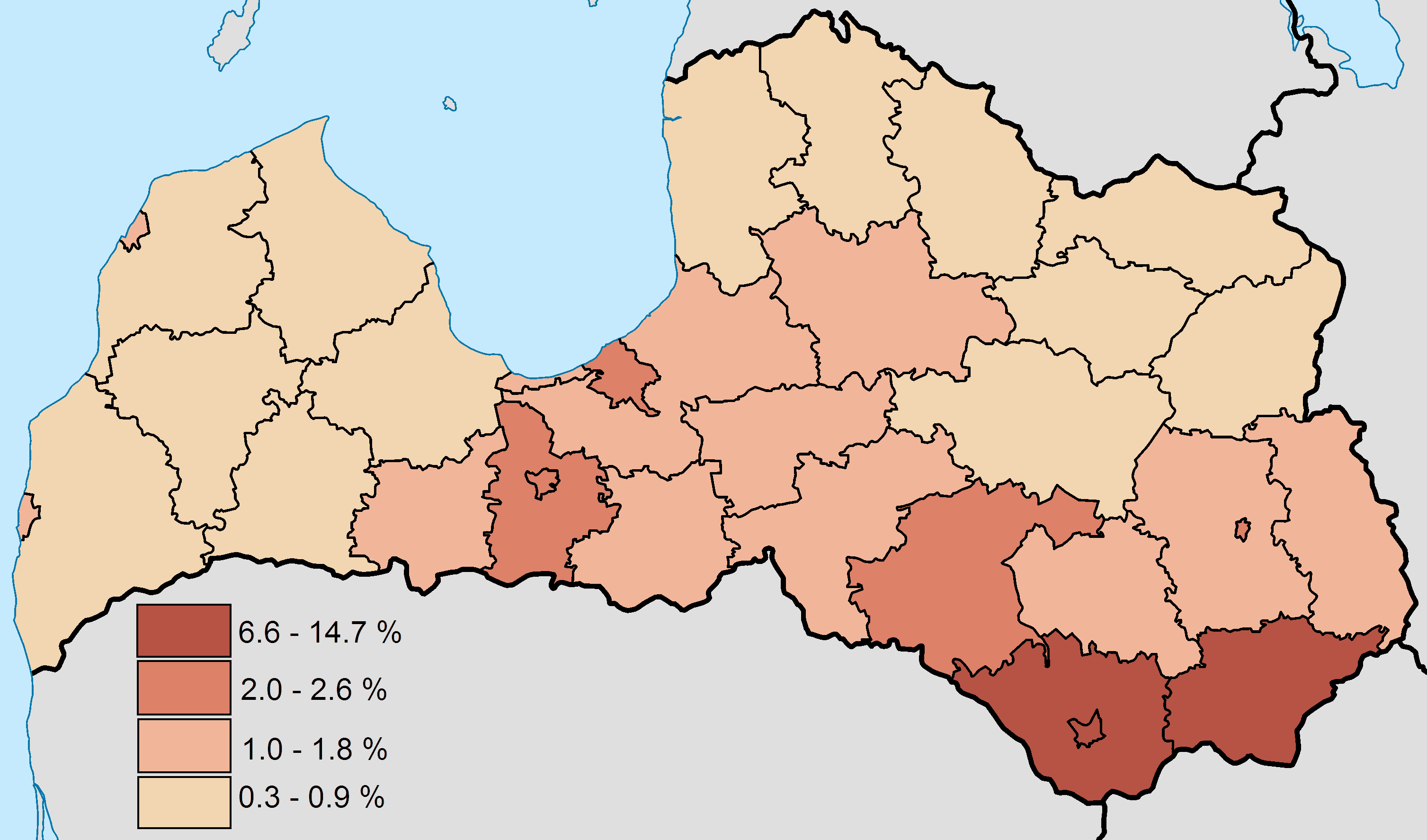
Odsetek ludności polskiej na Łotwie (stan 2008) według okręgów i miast wydzielonych
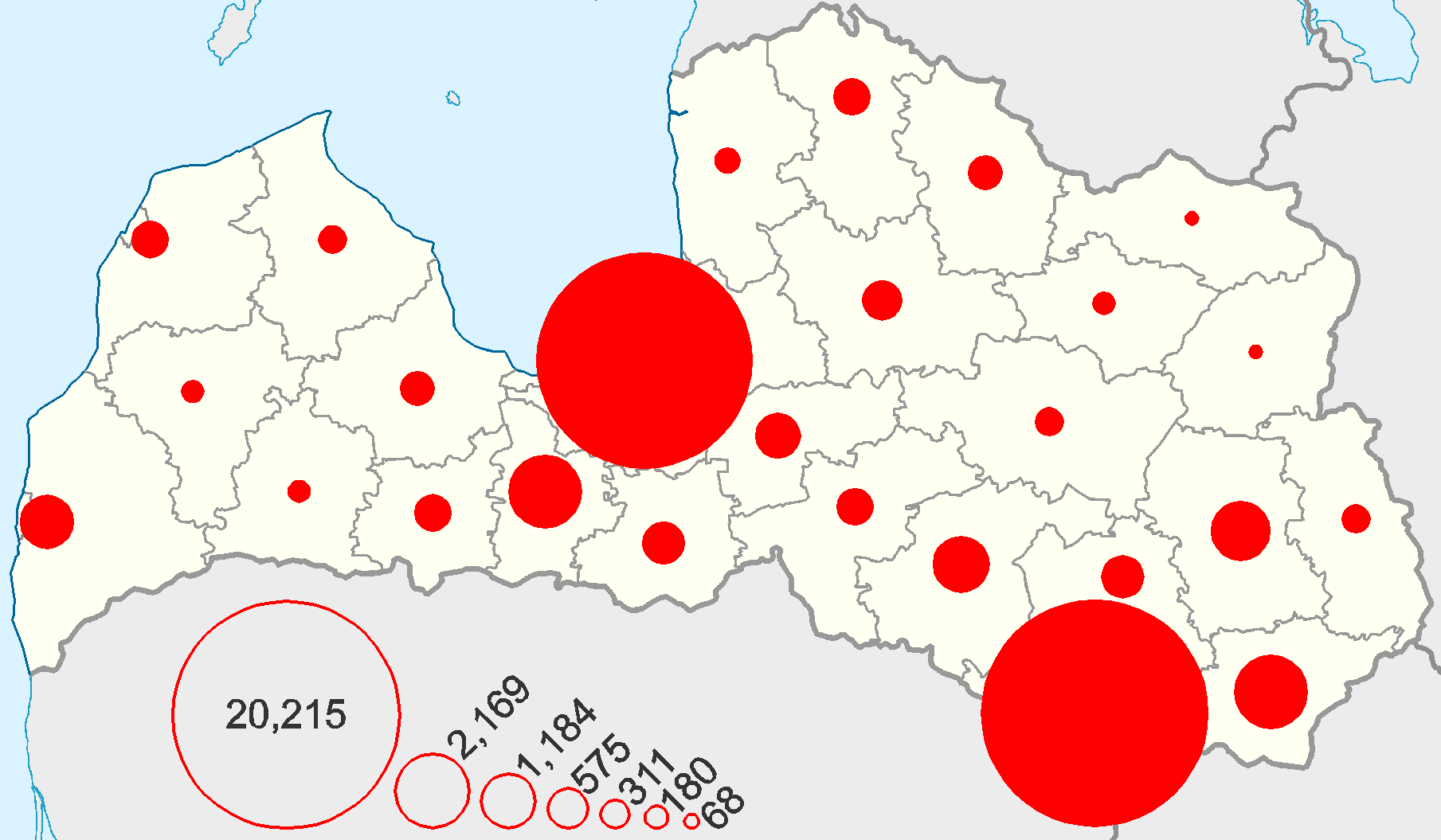
Rozmieszczenie ludności polskiej na Łotwie(stan 2008) według okręgów (razem z miastami wydzielonymi)
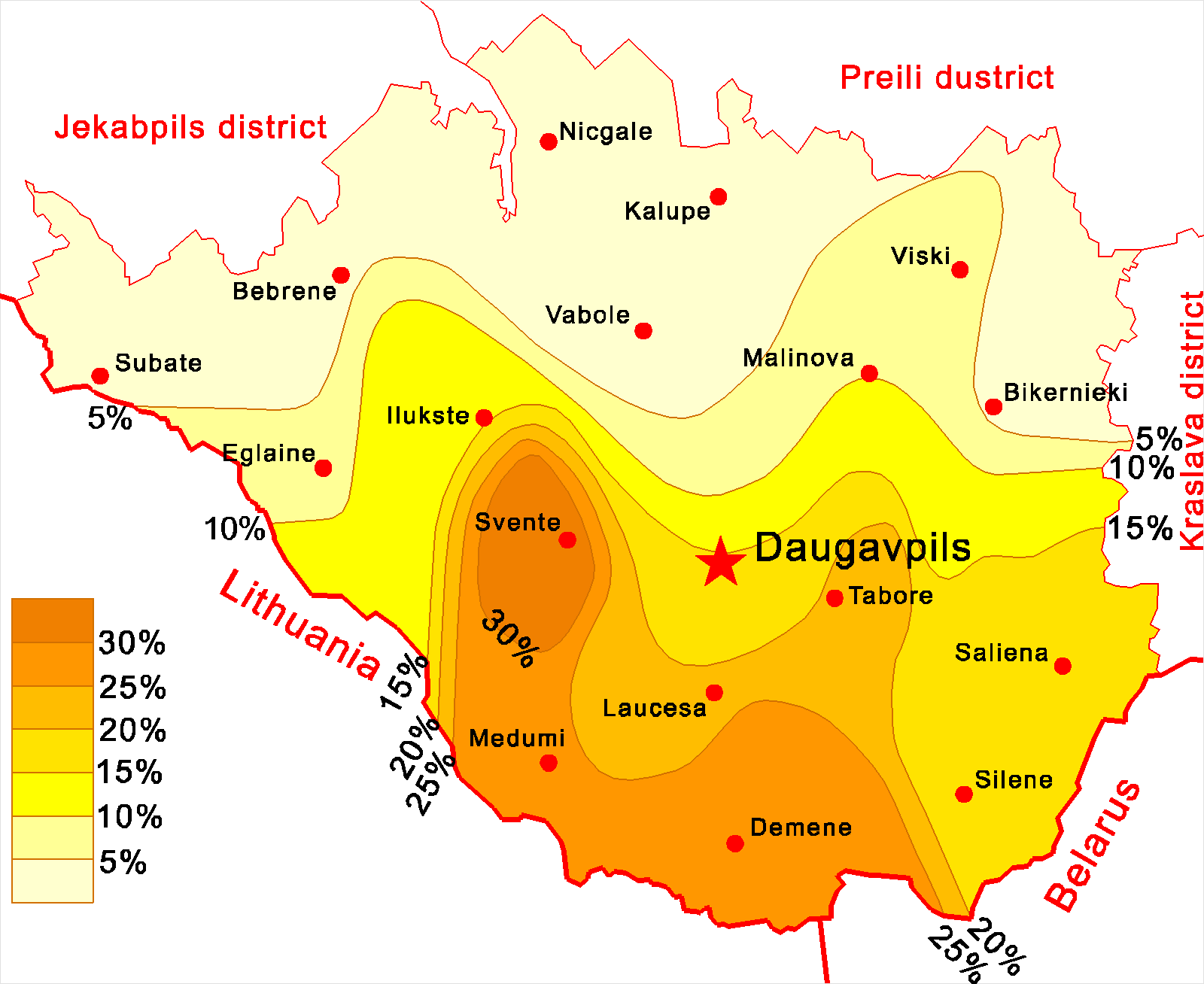
Udział procentowy Polaków w populacji okręgu dyneburskiego

## Historia

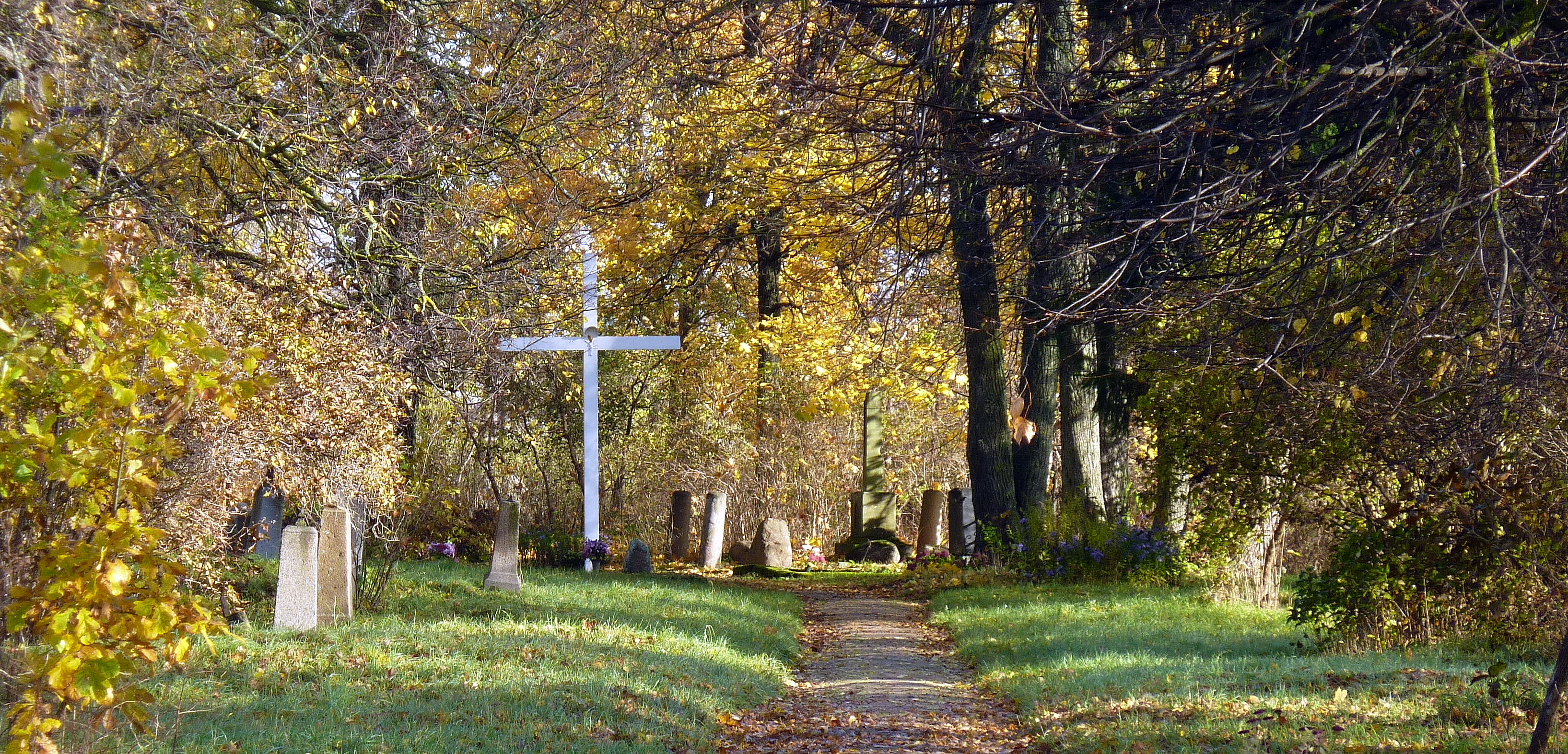
Cmentarz polski w Prelach

Początki osadnictwa polskiego na obszarze obecnej Łotwy sięgają XVI wieku, kiedy to głównie na terenie Inflant Polskich osiedlała się polska szlachta. Aż do 1772 Dyneburg i jego okolice stanowiły integralną część Rzeczypospolitej. Silne wpływy miał tu Kościół katolicki. Spowodowało to znaczną polonizację mieszkańców regionu, zwłaszcza elit. O wiele mniej Polaków zamieszkiwało cieszące się autonomią Księstwo Kurlandii i Semigalii (dominowali w rejonie Iłukszty) oraz tzw. Inflanty szwedzkie i Rygę.
Kolejne fale polskiej ludności napływały na Łotwę w XIX wieku.
W okresie międzywojennym przygraniczne tereny Łotwy zasiedlali Polacy emigrujący tam za chlebem oraz przyjeżdżający do prac sezonowych.
Po aneksji Łotwy przez Związek Radziecki w kraju osiadło wielu Polaków z Białorusi, Litwy i Rosji. Wpływ na to miała postępująca industrializacja kraju, której skutkiem był brak rąk do pracy oraz o wiele wyższy standard życia niż w Mińsku i Wilnie. W większości Polakom, których przodkowie byli obywatelami II Rzeczypospolitej i osiedlili się na Łotwie po II wojnie (12 tys.), nie nadano obywatelstwa łotewskiego ani nie przywrócono obywatelstwa polskiego, są bezpaństwowcami.

## Działalność oświatowa i kulturalna
Po II wojnie światowej przez krótki czas władze radzieckie zezwalały na istnienie polskich szkół powszechnych na Łotwie sprzed 1940, polityka względnej tolerancji skończyła się jednak w 1949, kiedy to zlikwidowano ostatnią polską szkołę w Dyneburgu.

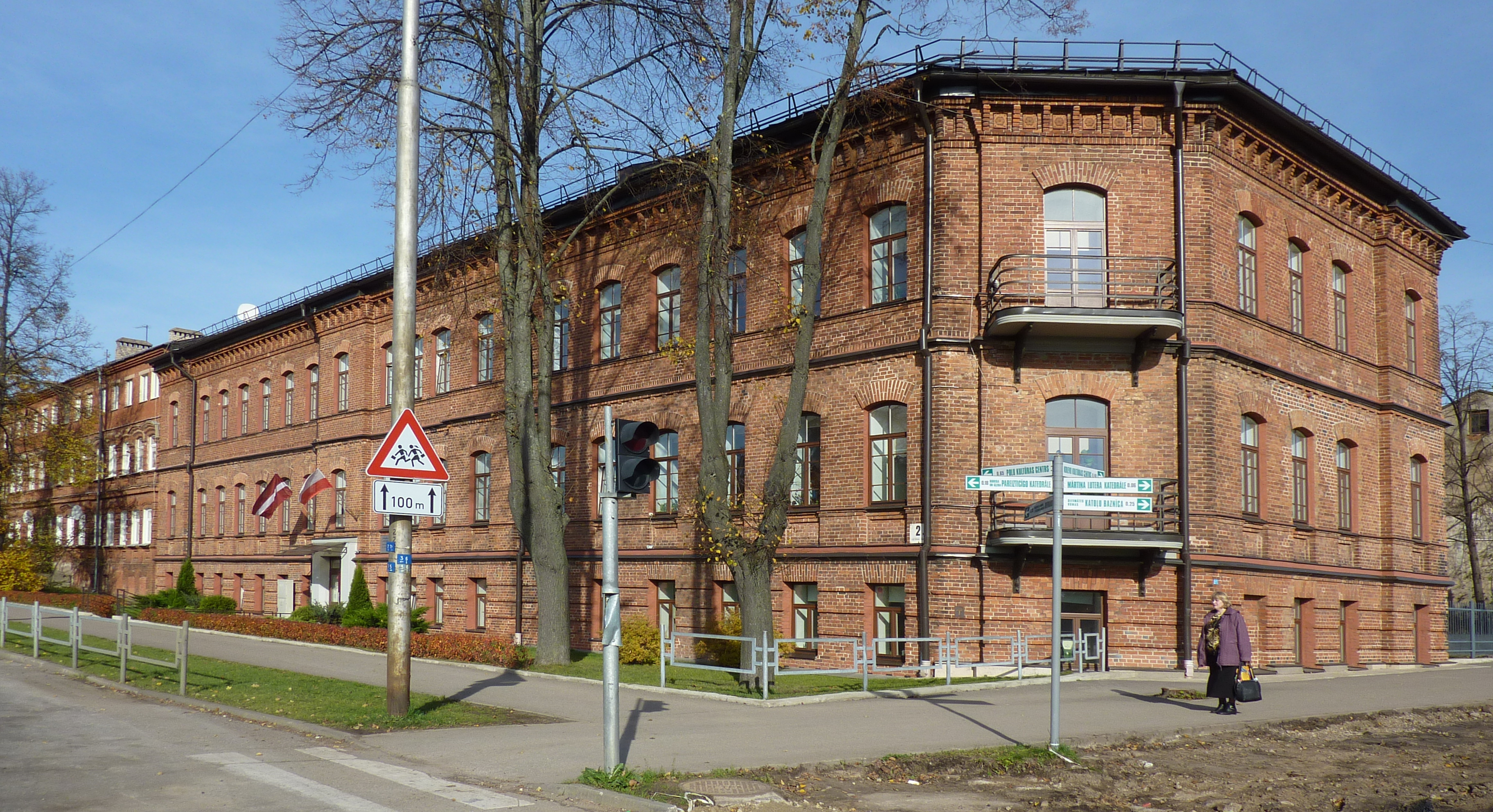
Państwowe Gimnazjum Polskie im. Józefa Piłsudskiego w Dyneburgu

Język polski, poza rodzinnymi domami, od tej pory funkcjonował głównie w kościołach, wykładano w nim jedynie w Seminarium Duchownym w Rydze.
W 1978 grupa ryskich Polaków utworzyła Klub Kultury Polskiej „Polonez”, który stał się zalążkiem powstałego w 1990 w Związku Polaków na Łotwie. W 1997 powstało w Dyneburgu Centrum Kultury Polskiej. Od 2023 roku w Rydze funkcjonuje Polski Ośrodek im. św. Jana Pawła II.
Obecnie istnieje 6 polskich szkół, do których uczęszcza ponad tysiąc uczniów (w tym Polska Szkoła Średnia w Rydze im. Ity Kozakiewicz i Państwowe Gimnazjum Polskie im. Józefa Piłsudskiego w Dyneburgu), funkcjonuje polskie przedszkole, działają szkoły niedzielne oraz przykościelne towarzystwa.

## Polska mniejszość narodowa a polityka
Przewodniczącą Związku Polaków została w 1989 Ita Kozakiewicz – działaczka Łotewskiego Frontu Ludowego lat 1988–1990. Środowiska polskie od początku jednoznacznie opowiedziały się za niezależnością republiki, co uchroniło łotewskich Polaków od niechętnego stosunku państwa łotewskiego.

## Polska prasa na Łotwie
Po odzyskaniu przez Łotwę niepodległości znów ukazuje się kilka polskich tytułów: „Polak na Łotwie”', „Czas Łatgalii”, „Echo Rygi”.